# Commission scolaire de la Pointe-de-l’Île
Die Commission scolaire de la Pointe-de-l’Île (CSPI) ist eine staatliche Schulbehörde in der kanadischen Provinz Québec. Sie ist für die Organisation des französischsprachigen Schulunterrichts im Norden der Verwaltungsregion Montreal zuständig.

## Organisation
Am 1. Juli 1998 erfolgte im Zuge der laizistischen Schulreform in Québec die Gründung der CSPI. Mit dieser Reform wurden die bisher konfessionell getrennten Schulbehörden aufgelöst und durch neue ersetzt, die nach sprachlichen und geographischen Kriterien definiert sind. Die CSPI ersetzte die katholische Commission scolaire Jérôme-Le Royer sowie Teile der Commission des écoles catholiques de Montréal und des Protestant School Board of Greater Montreal.
Die CSPI betreibt 41 Grundschulen, sieben Sekundarschulen, fünf Sonderschulen, zehn Berufsschulen, eine Einrichtung für Erwachsenenbildung und ein Zentrum für Fernunterricht. 5.500 Angestellte (davon 55 % Lehrkräfte) betreuen rund 35.000 Schüler. 23 Schulräte, die von den Einwohnern des betreuten Gebiets gewählt werden, beaufsichtigen die Schulbehörde, wobei neun Räte exekutive Funktionen innehaben.
Das Einzugsgebiet umfasst
- vier Bezirke der Stadt Montreal: Anjou, Montréal-Nord, Rivière-des-Prairies–Pointe-aux-Trembles, Saint-Léonard
- die eigenständige Gemeinde Montréal-Est

## Weitere Schulbehörden in Montreal
- Commission scolaire de Montréal
- Commission scolaire Marguerite-Bourgeoys
- English Montreal School Board
- Lester B. Pearson School Board